# Breathe (singel Fabolousa)
Breathe – pierwszy singel promujący album amerykańskiego rapera Fabolousa Real Talk. Utwór zawiera sample'a z "Crime of the Century" Supertrampa. Singel zawiera remiksy: jeden z 50 Centem i Ma$em, a drugi z Noztra. W klipie można zobaczyć The Game'a i DJ-a Clue.
Raperzy z Bay Area, Yukmouth i Gonzoe nagrali swój klip "Breathe" używając oryginalnego podkładu. Dissują w nim The Game'a.
Singiel zajął 10. miejsce na liście Billboard i dzięki niemu raper zyskał sławę na całym świecie.

## Lista utworów

### 2005 CD
1. "Breathe" (Album edit amended)
2. "Breathe" (Instrumental)
3. "Breathe" (Album edit explicit)

### 12"
1. "Breathe" (Explicit version)
2. "Breathe" (Amended Version)
3. "Breathe" (Instrumental)
4. "It's Gangsta" (Explicit Version)

### Import
1. "Breathe" (Radio Edit)
2. "It's Gangsta" (Explicit)